# Раис, Амин
Амин Раис (индон. Amien Rais; род. 26 апреля 1944, Суракарта) — индонезийский политический деятель. Председатель Народного консультативного конгресса Индонезии (1999—2004). Председатель мусульманской организации «Мухаммадия» (1995—1998). Основатель и первый председатель Партии национального мандата (1998—2005).

## Ранние годы жизни
Амин Раис родился 26 апреля 1944 года в центральнояванском городе Суракарта. Он был вторым ребёнком в семье Сухуда Раиса (индон. Suhud Rais) и Судалмии (индон. Sudalmiyah), активистов местного отделения организации «Мухаммадия».

## Образование
Во время обучения в начальной школе Раис был вдохновлён примером Мухаммада Салеха (индон. Muhammad Saleh), тогдашнего мэра Суракарты. В старшей школе он принял решение связать свою жизнь с дипломатической карьерой, что после окончания школы привело его на факультет международных отношений Университета Гаджа Мада; впоследствии, прервав обучение в «Гаджа Мада», он стал стипендиатом каирского университета Аль-Азхар, проучившись там один год. В 1974 году Раис получил степень магистра в Университете Нотр-Дам в Индиане, защитив диссертацию, посвящённую внешней политике египетского президента Анвара Садата. Его диссертация была посвящена внешней политике президента Египта Анвара Садата. В 1984 году он получил степень доктора философии по политологии в Чикагском университете, защитив диссертацию на тему «Братья-мусульмане в Египте: их рост, упадок и возрождение» (англ. The Moslem Brotherhood in Egypt: Its Rise, Demise and Resurgence). В 1988 году обучался в Университете Джорджа Вашингтона в Вашингтоне на пост-докторской программе.

## Деятельность в «Мухаммадии» и АМУИ
В 1985 году Раис занял первый значимый пост в «Мухаммадии», куда вступил по стопам своих родителей, став главой Совета Проповедников (индон. Majelis Tablig). На конвенции «Мухаммадии», прошедшей в 1990 году в Джокьякарте, он был избран вице-председателем организации, а в 1995 году стал её председателем, сменив на этом посту Ахмада Азхара Башира. С начала 1990-х годов начал активно выступать с критикой режима президента Сухарто.
Также Раис принимал активное участие в деятельности Ассоциации мусульманских учёных Индонезии (АМУИ; индон. Ikatan Cendikiawan Muslim Indonesia, ICMI), возглавив Экспертный совет этой организации. Однако в 1997 году он был вынужден уйти в отставку с поста главы Экспертного совета под давлением администрации Сухарто.

## Политическая деятельность
В 1998 году, когда в стране начались массовые антисухартовские демонстрации, Раис стал одним из лидеров протестующих. На 20 мая он назначил проведение массового митинга своих сторонников на площади Медан Мердека, однако в последний момент отказался от его проведения, опасаясь угрозы силового разгона демонстрантов военными. Однако в итоге протестное движение одержало победу — 21 мая Сухарто ушёл в отставку.
6 августа 1998 года реформаторски настроенными мусульманскими деятелями Индонезии была создана Партия национального мандата (ПМН); её первым председателем стал Амин Раис, генеральным секретарём — Файсал Басри. В связи с избранием лидером ПМН, Раис оставил пост председателя «Мухаммадии»; его преемником стал его заместитель Ахмад Шафий Маариф. На парламентских выборах 1999 года ПМН получила всего 6 процентов голосов, что не позволило ей выдвинуть собственного кандидата в президенты. Тем не менее, в результате компромисса между партиями, получившими большинство в Народном консультативном конгрессе (НКК), Раис был избран председателем этого законодательного органа. На этом посту он смог сосредоточить в своих руках большое влияние; так, при его активной поддержке на пост президента был избран мусульманский кандидат Абдуррахман Вахид, а в конституцию внесён ряд поправок, ограничивавших власть президента в пользу НКК.
На президентских выборах 2004 года Амин Раис выступал в паре с Сисвоно Юдо Хусодо; их тандем, поддержанный ПМН и Партией справедливости и благоденствия, набрал 16 % голосов избирателей и не смог выйти во второй тур.
В настоящее время Амин Раис является председателем Консультативного совета ПМН и Консультативного совета «Мухаммадии», а также профессором университета «Гаджа Мада».

## Семья
Сухуд Раис, отец Амина, окончил среднюю школу при «Мухаммадии» и был членом Совета по делам религии при местном отделении организации. Судалмия, мать Амина, была членом партии Машуми, в течение 20 лет занимала пост председателя женской организации «Мухаммадии» — Нашатул Айшья. В 1985 году она получила почётное звание «Лучшая мать Центральной Явы». Амин высоко ценил мать, и часто встречался и советовался с ней — вплоть до её смерти 14 сентября 2001 года
У Амина есть 5 братьев и сестёр — Фатима (индон. Fatimah, старшая сестра), Абдул Розак (индон. Abdul Rozak), Ахмад Дахлан (индон. Ahmad Dahlan), Сити Айшья (индон. Siti Aisyah) и Сити Ашья (индон. Siti Asyah).
В 1969 году Амин Раис женился на своей подруге детства, Куснасрияти Сри Рахаю (индон. Kusnasriyati Sri Rahayu). В их семье 5 детей: Ахмад Ханафи (индон. Ahmad Hanafi), Ханум Салсабила (индон. Hanum Salsabiela), Ахмад Мумтаз (индон. Ahmad Mumtaz), Тасним Фаузиа (индон. Tasniem Fauzia) и Ахмад Байхаки (индон. Ahmad Baihaqy).

## Награды
- Орден «Звезда Махапутра» 3-й степени.